# Shangzhi
Shangzhi (chinesisch 尚志市, Pinyin Shàngzhì Shì) ist eine kreisfreie chinesische Stadt in der nordöstlichen Provinz Heilongjiang. Sie hat 463.358 Einwohner (Stand: Zensus 2020) und eine Fläche von 8.908 km². Shangzhi liegt 124 km vom Zentrum der Provinzhauptstadt Harbin entfernt und gehört selbst zu deren Verwaltungsgebiet.

## Administrative Gliederung
Auf Gemeindeebene setzt sich Shangzhi aus zehn Großgemeinden, fünf Gemeinden und zwei Nationalitätengemeinden zusammen. Diese sind:
- Großgemeinde Shangzhi (尚志鎮 / 尚志镇), Sitz der Stadtregierung;
- Großgemeinde Heilonggong (黑龍宮鎮 / 黑龙宫镇);
- Großgemeinde Lianghe (亮河鎮 / 亮河镇);
- Großgemeinde Mao'ershan (帽兒山鎮 / 帽儿山镇);
- Großgemeinde Qingyang (慶陽鎮 / 庆阳镇);
- Großgemeinde Shitouhezi (石頭河子鎮 / 石头河子镇);
- Großgemeinde Weihe (葦河鎮 / 苇河镇);
- Großgemeinde Yabuli (亞布力鎮 / 亚布力镇);
- Großgemeinde Yimianpo (一面坡鎮 / 一面坡镇);
- Großgemeinde Yuanbao (元寶鎮 / 元宝镇);
- Gemeinde Changshou (長壽鄉 / 长寿乡);
- Gemeinde Laojieji (老街基鄉 / 老街基乡);
- Gemeinde Mayan (馬延鄉 / 马延乡);
- Gemeinde Wujimi (烏吉密鄉 / 乌吉密乡);
- Gemeinde Zhenzhu (珍珠山鄉 / 珍珠山乡);
- Gemeinde Hedong der Koreaner (河東朝鮮族鄉 / 河东朝鲜族乡);
- Gemeinde Yuchi der Koreaner (魚池朝鮮族鄉 / 鱼池朝鲜族乡).

Die Stadt wurde früher Zhuhe (珠河) genannt. Sie wurde im Jahr 1946 zu Ehren des  Widerstandskämpfers gegen die japanische Besetzung Zhao Shangzhi in Shangzhi umbenannt.
Der bekannteste Ort in der Stadt ist das Yabuli-Ski-Center (亞布力 / 亚布力), welches das größte Asiens und das drittgrößte der Welt ist.

## Persönlichkeiten
- Cheng Fangming (* 1994), Biathlet